# Slovensko društvo za umetno inteligenco
Slovensko društvo za umetno inteligenco (SLAIS, iz angl. Slovenian Artificial Intelligence Society) je združenje raziskovalcev in drugih udeležencev s področja  umetne inteligence v Sloveniji. Namen društva je pospeševanje teoretičnega in uporabnega raziskovanja na področju  umetne inteligence ter prenos umetne inteligence v tehnologijo in industrijo.
Društvo je bilo ustanovljeno leta 1992 in je član Evropskega društva za umetno inteligenco ECCAI (European Coordinating Committee for Artificial Intelligence).
Društvo ima okrog 130 članov. Večina članov društva prihaja z univerz in raziskovalnih institutov, ki delujejo na področju umetne inteligence v Sloveniji, nekateri člani društva pa so tudi iz industrijskih in poslovnih organizacij.
Trenutna predsednica društva je Dunja Mladenić, podpredsednik Marko Bohanec in tajnik Gregor Leban.
Pred tem so društvo vodili Ivan Bratko (1992-1996), Bogdan Filipič (1996-1998), Matjaž Gams (1998-2002), Nikola Guid (2002-2006) in Marko Bohanec (2006-2010).

## Aktivnosti
Društvo in njegovi člani redno sodelujejo pri organizaciji in pripravi vsebin za:
- mednarodno revijo Informatica
- mednarodno konferenco Informacijska družba
- mednarodno konferenco BIOMA (Bioinspired Optimization Methods and Their Applications)
- Elektrotehniško in računalniško konferenco
- Solomonove seminarje
- Spletni portal Videolectures

Sodelujejo tudi pri organizaciji in pripravi dogodkov v Sloveniji, kot je bila:
- mednarodna konferenca ECML/PKDD 2009 na Bledu

## Priznanja
Trije člani SLAIS so s strani ECCAI prejeli priznanja ECCAI Fellow za izredne dosežke na področju umetne inteligence: Ivan Bratko (2001), Nada Lavrač (2007) in Sašo Džeroski (2008).
Dva člana SLAIS sta s strani ECCAI prejela priznanja AI Dissertation Award za izjemni doktorski disertaciji: Dorian Šuc (2001) in Aleks Jakulin (2005).